# 諾亞·朗
諾亞·諾埃爾·朗（荷蘭語：Noa Noëll Lang，1999年6月17日—），是一名荷蘭足球運動員，司職中場。现效力于義大利甲級聯賽球隊拿坡里，荷蘭國家足球隊成員。

## 俱樂部生涯

### 布魯日
2020年10月5日，荷甲俱樂部阿賈克斯和比甲俱樂部布魯日達成了轉會協議，諾亞·朗以初始租借方式轉會布魯日，並有義務在2021年7月1日之前永久簽約。
2021年1月28日，在布魯日德比對陣塞克爾的比賽中，朗首次亮相，打入致勝一球，幫助布魯日俱樂部在0-1落後的情況下，以2-1獲勝。
2021年5月20日，朗進球幫助布魯日3-3戰平對手安德萊赫特，奪得比利時職業聯賽冠軍，這是六年來第四次奪冠，也是球隊第17次奪冠。朗在效力布魯日俱樂部的第一個賽季參與了28次進球貢獻，打進17球，並有11次助攻。
2021年7月17日，朗在比利時超級盃中進球，幫助布魯日以3-2擊敗亨克。9月15日，他在欧洲冠军联赛對陣巴黎聖日耳曼的比賽中1-1戰平，並獲得了當場最佳球員獎。

### PSV燕豪芬
2023年7月8日，荷甲俱樂部PSV燕豪芬宣布以1500萬歐元創俱樂部紀錄的轉會費簽下诺亚·朗，為期五年的合約。他代表PSV燕豪芬的首場比賽是2023年告魯夫盾杯，他打進唯一進球，決定了比賽的勝負。
朗在2024/25賽季出賽29輪，其中23輪先發。本季他打進11個聯賽進球，其中兩球來自客場3-2戰勝費耶諾德的比賽。這場勝利以及其他一些成就幫助他和隊友連續第二個賽季贏得荷兰足球甲级联赛冠軍。

### 拿坡里
2025年7月17日，朗正式加盟義大利甲級聯賽俱樂部拿坡里，合約為期五年，轉會費為2,500萬歐元。

## 國家隊生涯
諾亞·朗認為自己是荷蘭人、蘇里南人和摩洛哥人，但由於沒有摩洛哥公民身份，因此無法在國際上代表後者。
2021年10月，諾亞·朗首次入選荷蘭國家足球隊。10月8日，他在對陣拉脫維亞的2022年世界盃外圍賽中完成國家隊首秀。
2022年11月，諾亞·朗獲选入2022年世界盃荷蘭的最終26人名單。

## 個人生活
諾亞·朗於荷蘭出生，有荷蘭籍母親和蘇里南籍生父。他由繼父摩洛哥前職業足球運動員努爾丁·布哈里扶養長大。

## 榮譽

### 俱樂部
阿賈克斯青年隊
- 荷乙冠軍：2017-18賽季

 阿賈克斯
- 荷甲冠軍：2018-19賽季
- 荷蘭盃冠軍：2018-19賽季
- 克魯伊夫盾冠軍：2019年

 布魯日
- 比甲冠軍：2020-21賽季，2021-22賽季
- 比利時超級盃冠軍：2021年，2022年

 PSV恩荷芬
- 克魯伊夫盾冠軍：2023年[15]
- 荷甲冠軍：2023-24、2024-25[16]賽季

### 個人
- 比利時年度最佳青年職業足球運動員：2020-21賽季[17]

## 外部連結
- Soccerway資料庫：諾亞·朗